# فرودگاه بورو-اریلوا
فرودگاه بورو-اریلوا (به پرتغالی: Aeroporto Bauru/Arealva) یک فرودگاه همگانی مسافربری با کد یاتا JTC است که یک باند فرود آسفالت دارد و طول باند آن ۲۱۰۰ متر است. این فرودگاه در کشور برزیل قرار دارد و در ارتفاع ۵۹۴ متری از سطح دریا واقع شده‌است.

## شرکت‌های هواپیمایی و مقصدهای پروازی
| شرکت‌های هواپیمایی     | مقصدهای پروازی                  |
| --------------------- | ------------------------------- |
| آزول برزیلین ایرلاینز | ویراکوپوس-کامپیناس، ماریلیا     |
| تام ایرلاینز          | برازیلیا، کونگونیاس-سائو پائولو |